# Willem Janssens
Willem Julius Maria Janssens (Kontich, 9 september 1901 - 15 april 1978) was een Belgisch politicus voor de Liberale Partij.

## Levensloop
Janssens promoveerde tot doctor in de rechten en werd eerst advocaat en vervolgens notaris.
Hij werd gemeenteraadslid van Antwerpen (1932-1936). Hij werd ook verkozen in 1932 tot liberaal volksvertegenwoordiger voor het arrondissement Antwerpen en vervulde dit mandaat tot in 1936.
In 1933 werd hij voorzitter van het Algemeen Kleedingwerk voor Antwerpen's officieele scholen, een liefdadige vereniging voor minder gegoede kinderen, die in 1893 was gesticht.
Hij bleef dit tot in 1960, waarna hij erevoorzitter werd.